# پائولو سالوی
پائولو سالوی (ایتالیایی: Paolo Salvi; ۲۲ نوامبر ۱۸۹۱ – ۱۲ ژانویهٔ ۱۹۴۵) ژیمناست هنری اهل ایتالیا بود.